# Школа Шерборн
Школа Шерборн — английская независимая школа-интернат для мальчиков, расположенная рядом с Шерборнским аббатством в округе Шерборн, Дорсет. Школа непрерывно функционирует на одном и том же месте уже более 1300 лет. Основана в 705 году нашей эры святым Альдхельмом и, после роспуска монастырей, вновь основана в 1550 году королем Эдуардом VI.
Шерборн — одна из двенадцати государственных школ-учредителей Конференции директоров и директрис 1869 года, а также член Итонской группы.
В соответствии с традициями государственных школ Шерборн остается школой-интернатом, где мальчики живут семь дней в неделю в одном из девяти пансионов. Шерборн — одна из пяти таких оставшихся независимых школ-интернатов для мальчиков в Соединенном Королевстве (другими являются Итон, Хэрроу, Рэдли и Винчестер).
В Шерборне обучаются около 560 мальчиков в возрасте от 13 до 18 лет.
Шерборн сотрудничает с соседней школой для девочек Шерборн. В то время, как эти учебные заведения являются школами-интернатами для мужчин и женщин соответственно, программа совместной академической, внеклассной и социальной деятельности позволяет мальчикам и девочкам из Шерборна общаться и работать вместе.

## История
Шерборн была основана как соборная школа, когда в 705 году нашей эры король Уэссекса Ине поручил Альдхельму, выдающемуся церковному деятелю и ученому своего времени, основать собор и колледж духовенства в Шерборне. Это одна из старейших школ Соединенного Королевства.
Говорят, что Альфред Великий, король англосаксов, был одним из первых учеников школы согласно традиции, поддерживаемой резиденцией правительства Западных Саксон, переехавшей в Шерборн в 860 году, когда Альфреду было около 11 лет. То, что сын Альфреда, впоследствии епископ Шерборнский, также получил образование в соборной школе, рассматривается как подтверждение данного утверждения.
Альдхельм был первым епископом Шерборна, и школа оставалась под руководством епископов Шерборна до 1122 года, когда ее руководство перешло к настоятелю бенедиктинского монастыря. Школа оставалась под руководством монахов до роспуска монастырей королем Генрихом VIII в 1539 году.
Школа продолжает занимать место бывшего монастыря; школьная часовня (XII век, видоизмененная в XV, XIX и XX веках), школьная библиотека (XIII век, крыша и окна XV века) и Дом аббата (1480 год), в которых проживают директор и высший персонал, все это бывшие монастырские постройки. Очертания монастыря и часовни аббата на первом этаже видны на стенах за домом аббата.
В то время как роспуск бенедиктинского монастыря Шерборн в 1539 году повлиял на администрацию и финансы, школа Шерборн продолжала работать непрерывно, о чем свидетельствуют сохранившиеся документы, в том числе счета церковных старосты аббатства за 1542 год, в которых фиксируется арендная плата, полученная от школы, и окончательно из примечания к сертификату для Дорсета в соответствии с Законом о Часовнях от 14 января 1548 года, в котором говорится, что школа в Шерборне имеет статус Continuatur Quousque.
29 марта 1550 года король Эдуард VI издал официальное указание заново основать Шерборнскую школу вместе с большим количеством земель.
13 мая 1550 года была подписана Королевская хартия, согласно которой в школе должен был быть директор и пристав для обучения мальчиков.
Когда Эдуард VI вновь основал Шерборн, он подарил школе ценные земли, которые принадлежали упраздненным часовням в церквях Мартока, Гиллингема, Литчетта Матраверса, Ильминстера и Свободной Часовни Торнтона в приходе Марнхалла.
24 октября 1851 года Эдвард, граф Дигби, передал губернаторам школы участок земли размером чуть менее 1⁄2 акра, включая оставшиеся старые монастырские постройки, хотя они и были преобразованы, для использования в качестве шелковой фабрики c 1740 года. Это более чем вдвое увеличило размер школьного участка и внесло большой вклад в дальнейшее развитие школы.
Санаторий на территории был завершен в 1887 году, а следующим крупным строительным проектом стало здание Каррингтона в 1910 году, включающее и заменяющее (частично) старую фабрику по производству шелка аббатства, которая будет использоваться в качестве новых лабораторий и учебных помещений.
За эти годы было завершено ещё много строительных проектов, в том числе спортивный центр в 1974 году, но самым крупным проектом была Музыкальная школа, основанная в 2010 году.

## Фильмы
Здания и территория школы Шерборн были использованы в нескольких фильмах, в том числе:
- Морская свинка (1948)
- Версия Браунинга (1951)
- Прощайте, мистер Чипс (1969)
- Игра в имитацию (2014)
- Волчий зал (2015)
- Вдали от обезумевшей толпы (2015)